# Château de Beaumaris
Le château de Beaumaris (Castell Biwmares en gallois) est situé sur l'île d'Anglesey, au pays de Galles, dans la ville de Beaumaris. Sa construction débute en 1295, après la conquête du pays de Galles par le roi anglais Édouard Ier. Les travaux, dirigés par l'architecte savoyard Jacques de Saint-Georges, sont particulièrement coûteux et durent jusqu'en 1330 sans que le château soit jamais achevé. Construit en pierres extraites à Anglesey, il suit un plan concentrique à deux enceintes entourées de douves. Il est conçu de sorte à pouvoir être ravitaillé par la mer, même en cas de siège.
Après avoir joué un rôle militaire durant la révolte d'Owain Glyndŵr au XVe siècle, puis durant la Première révolution anglaise au XVIIe siècle, le château de Beaumaris tombe en ruines. Il est racheté par la Couronne au début du XXe siècle et restauré. Géré par l'organisme public Cadw, il est inscrit au patrimoine mondial de l'UNESCO en 1986, au sein du site « Châteaux forts et enceintes du roi Édouard Ier dans l'ancienne principauté de Gwynedd ».

## Histoire

### LesXIIIeetXIVesiècles
La lutte entre les princes gallois et les rois anglais pour le contrôle de la région commence dans les années 1070 et connaît un renouveau dans la seconde moitié du XIIIe siècle, jusqu'à l'intervention du roi Édouard Ier en 1282. Dans le cadre d'une entreprise de colonisation systématique des Galles du Nord, il divise la région en comtés, sur le modèle anglais, et fonde des châteaux et des villes nouvelles à Caernarfon, Conwy et Harlech. Il envisage sans doute dès cette date de fonder un établissement similaire près de Llanfaes, sur l'île d'Anglesey. Llanfaes est alors l'une des plus grandes villes du pays de Galles et l'une des plus riches, étant située sur la principale voie commerciale maritime entre les Galles du Nord et l'Irlande. Ce projet est cependant écarté en raison du coût exorbitant des autres fondations édouardiennes.

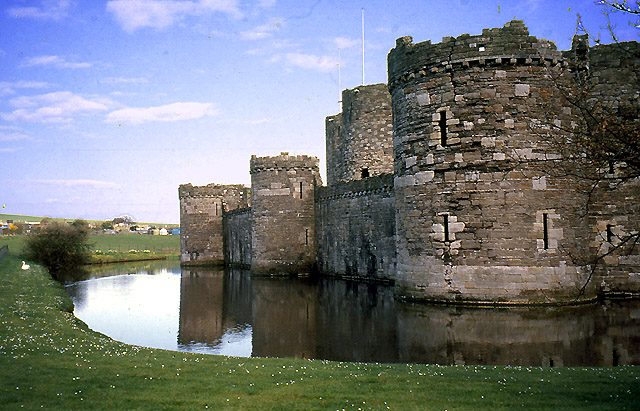
L'enceinte extérieure et les douves au nord-ouest.

Madog ap Llywelyn se révolte contre la domination anglaise en 1294. Parmi les victimes de cette rébellion se trouve Roger de Pulesdon, le shérif du nouveau comté d'Anglesey. Les rebelles sont écrasés au cours de l'hiver 1294-1295, et lorsque les Anglais réoccupent l'île, au mois d'avril, Édouard décide d'appliquer immédiatement les projets de fortification laissés de côté jusqu'alors. Le site choisi est celui de Beaumaris (Beau Marays en franco-normand, de Bello Marisco en latin), à environ 1,5 km de Llanfaes, dont la population galloise est déportée à l'autre bout de l'île, dans une nouvelle ville baptisée Newborough, afin de laisser la place à une ville anglaise protégée par un château.
Le château est situé au coin de la ville, sur le modèle de celui de Conwy. Les fondations d'une enceinte sont posées, mais contrairement à Conwy, Beaumaris ne possède jamais de muraille,. Les travaux commencent durant l'été 1295 sous la direction du maître architecte savoyard Jacques de Saint-Georges, nommé « maître des travaux du roi au pays de Galles ». Beaumaris devient rapidement sa principale responsabilité, au point qu'il est souvent appelé magister operacionum de Bello Marisco dans les sources d'époque. Le coût de la première phase des travaux est particulièrement bien documenté grâce aux archives royales,. Ils sont particulièrement intenses durant le premier été, avec 1 800 ouvriers, 450 maçons et 375 carriers. Les salaires hebdomadaires cumulés s'élèvent à 270 £, une somme importante, et le chantier ne tarde pas à manquer de liquidités, au point où les ouvriers doivent être payés avec des jetons en cuir à la place d'argent sonnant et trébuchant,.

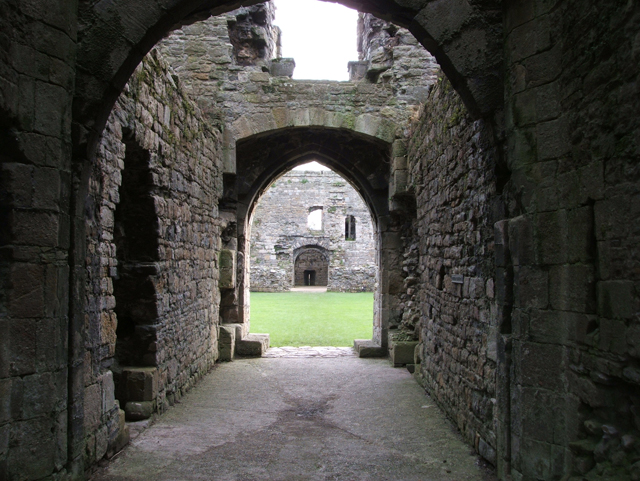
L'entrée du corps de garde sud.

Les travaux ralentissent en 1296, mais les dettes continuent à s'accumuler et le ralentissement se poursuit jusqu'en 1300, date à laquelle les travaux s'arrêtent, ayant coûté 11 000 £ à ce stade. L'attention d'Édouard Ier est alors entièrement tournée vers les affaires écossaises, alors que le château de Beaumaris est encore inachevé : l'enceinte intérieure n'a pas atteint sa hauteur prévue, tandis que l'enceinte extérieure n'est même pas commencée du côté nord et nord-ouest,. Le roi s'inquiète de l'éventualité d'une invasion écossaise dans les Galles du Nord en 1306, mais à cette date, le château inachevé a déjà commencé à tomber en ruine. Les travaux reprennent sur l'enceinte extérieure, d'abord sous la direction de Jacques de Saint-Georges, puis sous celle de Nicolas de Derneford à la mort de Jacques, en 1309. Ils cessent en 1330, alors que le château n'a toujours pas atteint sa hauteur prévue. Le coût des travaux s'élève alors à la somme colossale de 15 000 £. En 1343, une enquête royale estime que terminer le château coûterait 684 £, mais ces travaux ne sont jamais entrepris.

### DuXVeauXXIesiècle

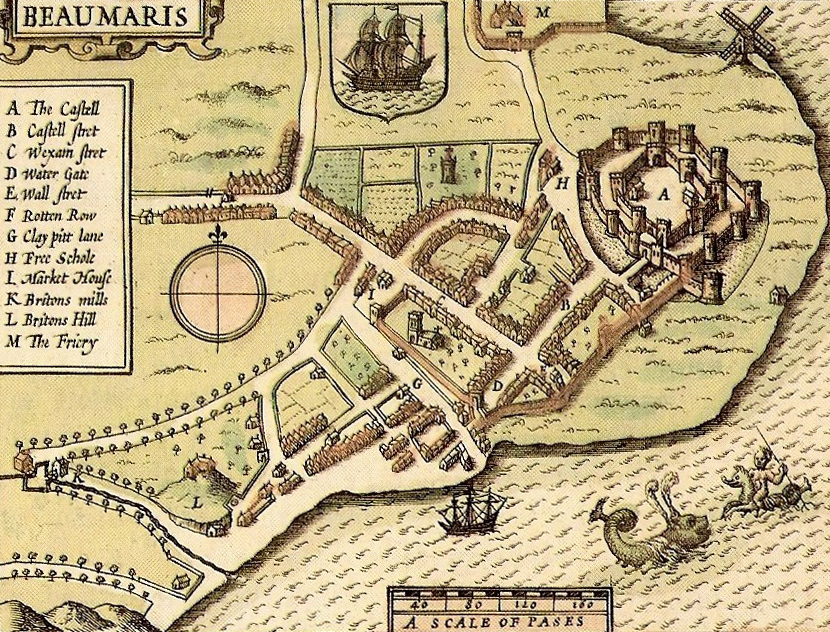
Le château et la ville de Beaumaris vus par le cartographe John Speed en 1610.

En 1400, Owain Glyndŵr mène une révolte contre la domination anglaise dans les Galles du Nord. Le château de Beaumaris est assiégé et tombe aux mains des rebelles en 1403 avant d'être reconquis par les forces anglaises en 1405. Faute d'entretien, il tombe progressivement en ruine, au point qu'en 1534, le connétable Roland de Velville rapporte que la plupart des salles souffrent de gouttières,. Quelques années plus tard, en 1539, son successeur Richard Bulkeley se plaint que le château n'est défendu que par une dizaine de petites pièces d'artillerie et une quarantaine d'archers, ce qu'il juge insuffisant contre une éventuelle attaque écossaise. La situation ne s'améliore pas, et en 1609, le château est décrit comme « complètement ruiné » (« utterlie decayed »).
En 1642, la Première révolution anglaise éclate entre les Cavaliers, partisans du roi Charles Ier, et les Têtes-Rondes, partisans du Parlement. Le château de Beaumaris occupe une position stratégique dans ce conflit, car il se trouve sur les lignes de communication entre les champs de bataille d'Angleterre et les bases royalistes d'Irlande. Thomas Bulkeley, dont la famille est liée au château depuis des siècles, tient Beaumaris au nom du roi et dépense peut-être 3 000 £ pour améliorer ses défenses. Après la défaite des armées royales, le colonel Richard Bulkeley ouvre les portes du château aux Têtes-Rondes en juin 1646. Anglesey se révolte contre le Parlement en 1648 et Beaumaris est brièvement réoccupé par les royalistes avant une nouvelle reddition au mois d'octobre.
Après la guerre civile, le Parlement ordonne le démantèlement de nombreux châteaux, mais Beaumaris échappe à ce sort grâce à la peur d'une possible invasion royaliste venue d'Écosse. Le colonel John Jones devient le gouverneur du château, et une garnison y est installée pour un coût annuel de 1 703 £. Après la Restauration, le roi Charles II rétablit un membre de la famille Bulkeley au rang de connétable. C'est apparemment vers la même période que le château est dépouillé de ses dernières ressources valables, jusqu'aux toits des bâtiments.

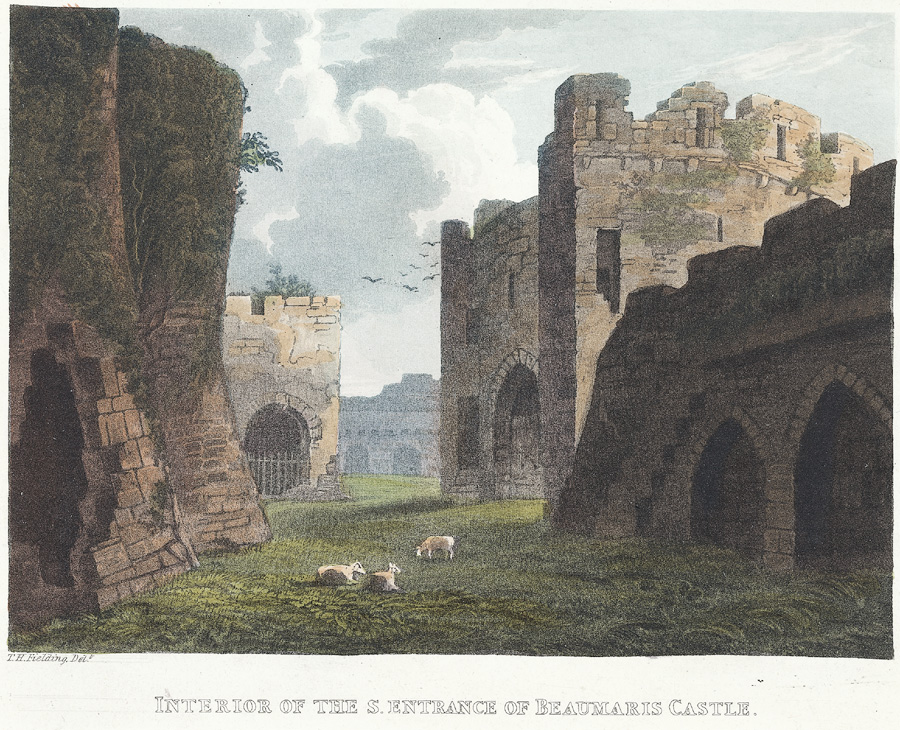
Beaumaris vu par le graveur Theodore Henry Adolphus Fielding en 1823.

Thomas Bulkeley rachète le château de Beaumaris à la Couronne en 1807 pour 735 £ et l'intègre au parc qui entoure son manoir de Baron Hill,. Les châteaux des Galles du Nord sont alors devenus des attractions touristiques pittoresques, visitées par les voyageurs et artistes en quête de paysages romantiques. Sans être le site le plus populaire de la région, Beaumaris attire néanmoins son comptant de visiteurs, dont la reine Victoria en 1832, à l'occasion d'un Eisteddfod, ainsi que le peintre J. M. W. Turner, qui le peint en 1835.
En 1925, le baronnet Richard Williams-Bulkeley fait don de Beaumaris au Bureau des Travaux qui entreprend un programme de restauration à grande échelle. La végétation envahissante est éliminée, les douves sont déblayées et la maçonnerie réparée. Le château devient un monument classé de Grade I en 1950 et entre au patrimoine mondial de l'UNESCO en 1986 avec d'autres fortifications galloises au sein du site « Châteaux forts et enceintes du roi Édouard Ier dans l'ancienne principauté de Gwynedd ». Le château est aujourd'hui une attraction touristique gérée par l'organisme public Cadw, qui a attiré 75 000 visiteurs au cours de l'année fiscale 2007-2008.

## Architecture

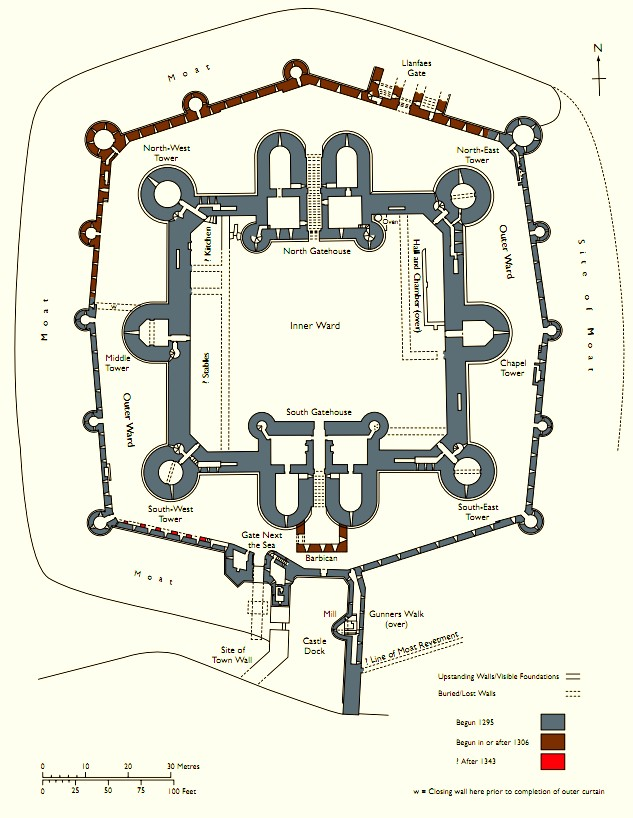
Plan du château.

La construction du château de Beaumaris n'a jamais été achevée, mais dans le cas contraire, il aurait certainement ressemblé de près au château de Harlech. Les deux présentent des plans concentriques, avec une enceinte à l'intérieur d'une autre, mais celui de Beaumaris est plus régulier que celui de Harlech,. Pour l'historien Arnold Taylor, Beaumaris constitue « l'exemple parfait d'un plan concentrique symétrique », et ce château a longtemps été considéré comme ce que l'ingénierie militaire avait produit de meilleur sous le règne d'Édouard Ier,,. Ce point de vue tend à être remis en question par des historiens plus récents, qui envisagent également Beaumaris en tant que palais royal et symbole de l'autorité anglaise, et non comme une œuvre purement militaire.
Situé approximativement au niveau de la mer, le château de Beaumaris est construit sur la couche de tillite et autres roches sédimentaires qui constituent le littoral de la région. Les pierres ayant servi à sa construction, principalement du calcaire, du grès et du schiste vert, ont été extraites à Anglesey, dans un rayon de 15 km autour du château. Certaines, comme le calcaire de Penmon, y ont été transportées par bateau. Le schiste vert apparaît de manière aléatoire dans les murs et les tours, mais seulement aux niveaux inférieurs, ce qui implique que cette pierre n'a été utilisée qu'avant l'interruption des travaux en 1298,.
Les enceintes du château délimitent une haute-cour et une basse-cour. L'enceinte extérieure est elle-même entourée de douves qui sont aujourd'hui partiellement comblées. L'entrée principale, la « Porte près de la mer » (Gate next the Sea), se trouve du côté sud, près du quai permettant le ravitaillement du château par la mer. Ce quai est protégé par un mur, appelé a posteriori la « Promenade des artilleurs » (Gunners Walk), et une plate-forme où se trouvait peut-être un trébuchet à l'époque médiévale. La porte conduisait à une barbacane menant à la basse-cour, protégée par un pont-levis, des meurtrières et des assommoirs.
L'enceinte extérieure est une courtine octogonale avec douze tours et deux portes : la « Porte près de la mer » et la « Porte de Llanfaes », du côté nord. À l'origine, les défenses comprenaient 300 positions de tir pour les archers, dont 164 meurtrières, mais 64 de ces meurtrières situées près du niveau du sol ont été comblées, soit au XVe siècle, soit pendant la Première révolution, afin d'empêcher d'éventuels assaillants de les utiliser.
L'enceinte intérieure est plus imposante que l'enceinte extérieure: elle mesure 11 m de haut et 4,7 m d'épaisseur, avec de grandes tours et deux corps de garde. La haute-cour, d'une superficie d'environ 0,3 ha, était censée comprendre des appartements et d'autres bâtiments utilitaires, alignés le long des murs ouest et est. La maçonnerie a conservé la trace des âtres de ces bâtiments. Néanmoins, il est difficile de dire si ces bâtiments ont jamais existé, ou s'ils ont été détruits après la Première révolution. Dans le premier cas, le château aurait pu accueillir deux maisonnées de taille conséquente et leurs suites.

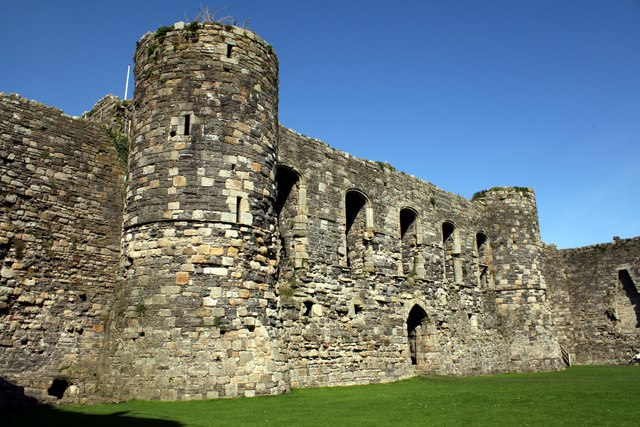
Le corps de garde nord, inachevé.

Le corps de garde nord était censé faire deux étages de haut, avec de grandes fenêtres, mais seul le rez-de-chaussée a été effectivement construit. Il aurait abrité une grande salle au premier étage (environ 21 × 7,6 m), avec deux cheminées. Le corps de garde sud aurait dû en être la réplique, mais les travaux se sont interrompus en 1330 alors qu'il était encore plus loin d'être terminé. Il est possible qu'une partie des pierres utilisées pour sa construction ait été retirée, réduisant encore davantage sa hauteur.
L'enceinte intérieure présente un important réseau de passages au rez-de-chaussée, similaire à ce qu'on peut trouver au château de Caernarfon. Ils devaient permettre aux habitants du château de se déplacer entre les tours et d'accéder aux salles de garde, aux chambres à coucher et aux latrines. L'évacuation des latrines se faisait par un système relié à l'eau des douves, mais il ne semble pas avoir été très efficace. Les tours étaient censées mesurer trois étages de haut, avec des cheminées. La chapelle, destinée à la famille royale plutôt qu'à la garnison, se trouvait dans une des tours.